# Норм Шелленґер
Норм Шелленґер (англ. Norm Schellenger; нар. 12 січня 1961) — колишній американський тенісист.
Найвищу одиночну позицію світового рейтингу — 254 місце досяг 23 грудня 1985, парну — 246 місце — 30 вересня 1985 року.

## Фінали ATP Челленджер

### Парний розряд: 1 (0–1)
| Результат | Дата     | Турнір          | Покриття | Партнер     | Суперники               | Рахунок  |
| --------- | -------- | --------------- | -------- | ----------- | ----------------------- | -------- |
| Поразка   | Лип 1985 | Скенектаді, США | Тверде   | Фред Перрін | Енді Ендрюс Томм Ворнек | 4–6, 6–7 |